# 스노 브리지

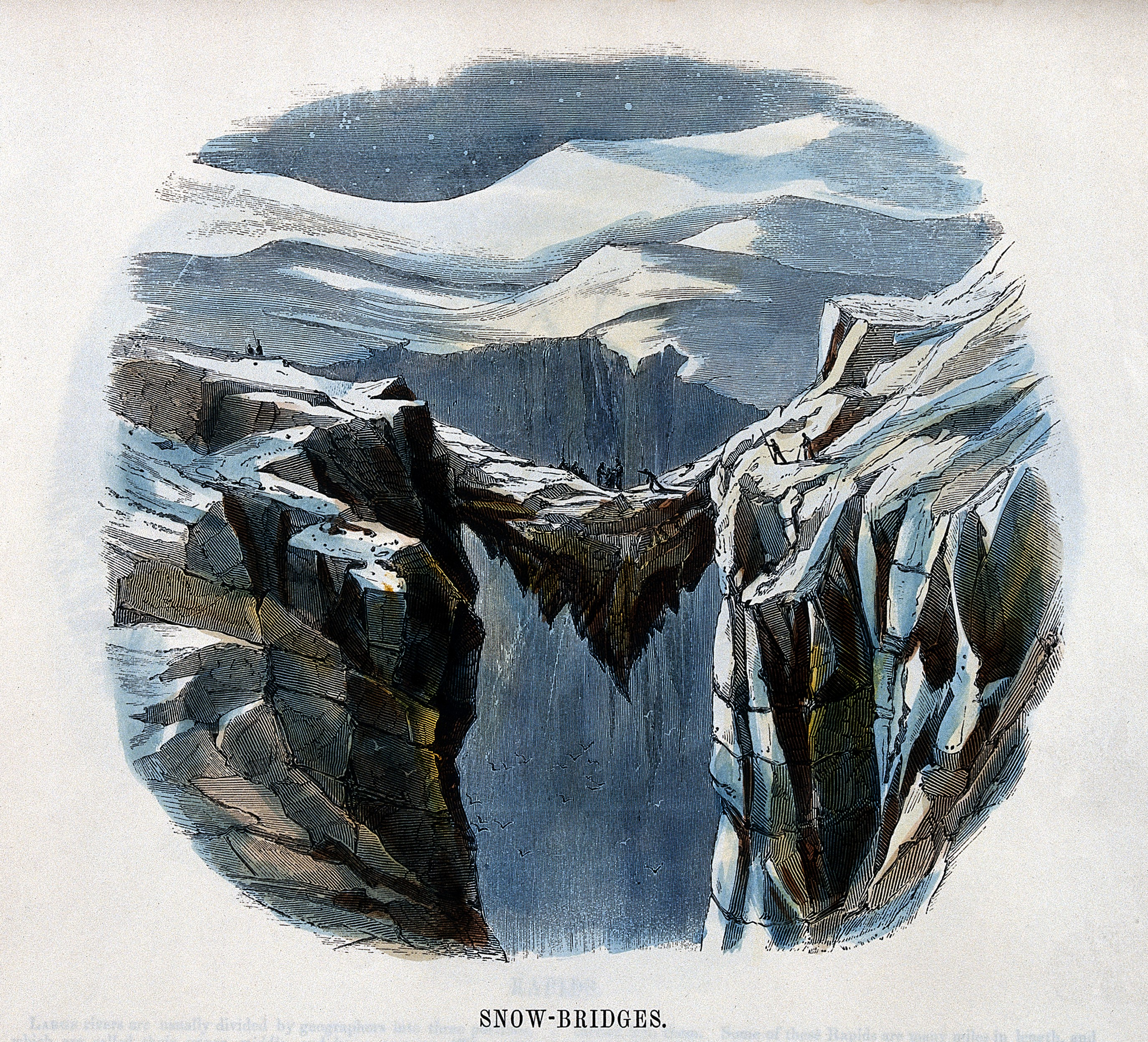

스노 브리지(Snow bridge)는 크레바스 따위에 다리처럼 눈이 얼어있는 상태를 말한다. 스노 브리지가 생성되는 곳은 주로 빙하지대이다. 스노 브리지를 통과할 때에는 무너지기 쉬우므로 조심해야 한다.